# United-Airlines-Flug 585
Am 3. März 1991 verunglückte eine Boeing 737-200, die sich auf dem United Airlines Flug 585 befand, im Landeanflug auf den Flughafen Colorado Springs durch einen plötzlichen unkontrollierten Ausschlag des Seitenruders. Keine der 25 Personen an Bord überlebte.

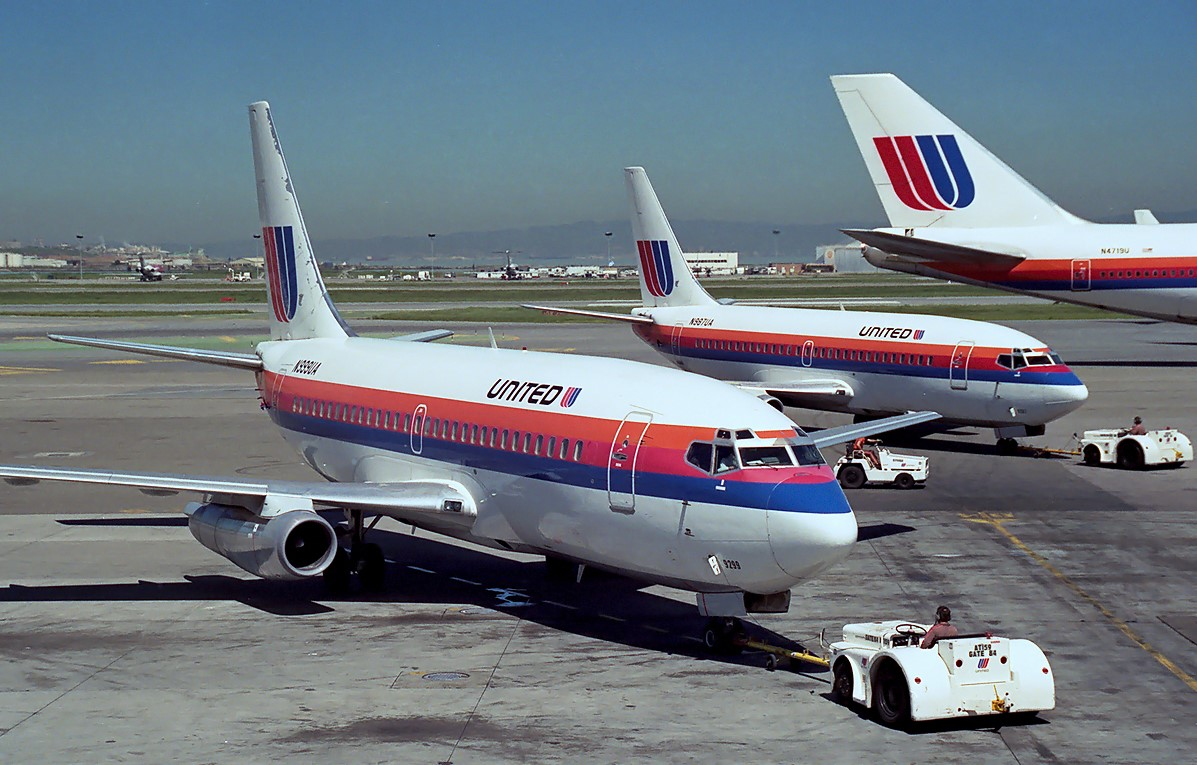
Die später verunglückte Maschine N999UA (links)

## Verlauf
Die Piloten begannen gegen 09:43 Uhr den Sichtanflug auf die Landebahn 35. Der Anflug war unruhig, da es sehr windig war. In einer Höhe von etwa 300 Metern (1000 Fuß) rollte die Boeing 737 plötzlich nach rechts und stürzte fast senkrecht zu Boden.

## Unfallursache
Die Ermittler vermuteten ein unkontrolliertes Ausschlagen des Seitenruders, konnten es aber nicht beweisen. Erst Jahre später und nach weiteren Zwischenfällen wie dem Absturz von USAir-Flug 427 fanden die Ermittler heraus, dass ein blockiertes Ventil der Rudersteuerungseinheit (PCU) den plötzlichen Vollausschlag des Seitenruders verursacht hatte.